# Benjamin Compaoré
Benjamin Compaoré (ur. 5 sierpnia 1987 w Bar-le-Duc) – francuski lekkoatleta specjalizujący się w trójskoku, olimpijczyk.
W 2005 startował na mistrzostwach Europy juniorów w Kownie. Rok później zdobył złoto mistrzostw świata juniorów w Pekinie. Bez powodzenia startował na halowych mistrzostwach Europy w Birmingham. Piąty zawodnik mistrzostw Starego Kontynentu z 2010. W 2011 dotarł do finału mistrzostw świata w Daegu. Zajął 6. miejsce podczas halowego czempionatu światowego w Stambule (2012). W tym samym roku startował na igrzyskach olimpijskich w Londynie, na których uplasował się na szóstym miejscu. W 2014 zdobył złoty medal mistrzostw Europy w Zurychu. Brązowy medalista halowych mistrzostw świata w Portland (2016). Dziesiąty zawodnik igrzysk olimpijskich w Rio de Janeiro w tym samym roku.
Złoty medalista mistrzostw Francji.
Jest partnerem życiowym, byłej francuskiej sprinterki Christine Arron. 16 maja 2013 urodziła im się córka, Cassandra.
Rekordy życiowe: stadion – 17,48 (14 września 2014, Marrakesz); hala – 17,14 (14 lutego 2012, Liévin).

## Osiągnięcia
| Rok  | Impreza                     | Miejsce        | Lokata            | Wynik |
| ---- | --------------------------- | -------------- | ----------------- | ----- |
| 2005 | Mistrzostwa Europy juniorów | Kowno          | 5. miejsce        | 15,81 |
| 2006 | Mistrzostwa świata juniorów | Pekin          | 1. miejsce        | 16,61 |
| 2007 | Halowe mistrzostwa Europy   | Birmingham     | el. – 13. miejsce | 16,19 |
| 2010 | Mistrzostwa Europy          | Barcelona      | 5. miejsce        | 16,99 |
| 2011 | Mistrzostwa świata          | Daegu          | 8. miejsce        | 17,17 |
| 2012 | Halowe mistrzostwa świata   | Stambuł        | 6. miejsce        | 17,05 |
| 2012 | Igrzyska olimpijskie        | Londyn         | 6. miejsce        | 17,08 |
| 2013 | Halowe mistrzostwa Europy   | Göteborg       | el. – 10. miejsce | 16,48 |
| 2014 | Mistrzostwa Europy          | Zurych         | 1. miejsce        | 17,46 |
| 2014 | Puchar interkontynentalny   | Marrakesz      | 1. miejsce        | 17,48 |
| 2015 | Mistrzostwa świata          | Pekin          | 12. miejsce       | 16,63 |
| 2016 | Halowe mistrzostwa świata   | Portland       | 3. miejsce        | 17,09 |
| 2016 | Mistrzostwa Europy          | Amsterdam      | 12. miejsce       | 16,12 |
| 2016 | Igrzyska olimpijskie        | Rio de Janeiro | 10. miejsce       | 16,54 |
| 2017 | Mistrzostwa świata          | Londyn         | el. – 21. miejsce | 16,46 |
| 2019 | Mistrzostwa świata          | Doha           | el. – 22. miejsce | 16,59 |
| 2021 | Igrzyska olimpijskie        | Tokio          | el. – 19. miejsce | 16,59 |
| 2022 | Mistrzostwa świata          | Eugene         | el. – 25. miejsce | 16,03 |
| 2022 | Mistrzostwa Europy          | Monachium      | el. – 20. miejsce | 15,17 |
| 2023 | Halowe mistrzostwa Europy   | Stambuł        | 8. miejsce        | 16,11 |
| 2024 | Mistrzostwa Europy          | Rzym           | 12. miejsce       | 16,05 |